# Lauenburger Privileg
Das Lauenburger Privileg bezeichnete das Recht der Bürger der Stadt Lauenburg, die Eisenbahnverbindung zwischen Lauenburg und Büchen im Südosten des heutigen Bundeslandes Schleswig-Holstein kostenlos zu nutzen, wenn sie auf der Berlin-Hamburger Bahn fahren wollten. Die Lauenburger wurden beim Fahrpreis so gestellt, als ob Lauenburg direkt an der Berlin-Hamburger Bahn liegt. Das Privileg bestand von 1851 bis 1937 und wurde im Jahre 1883 auf den Güterverkehr ausgeweitet.

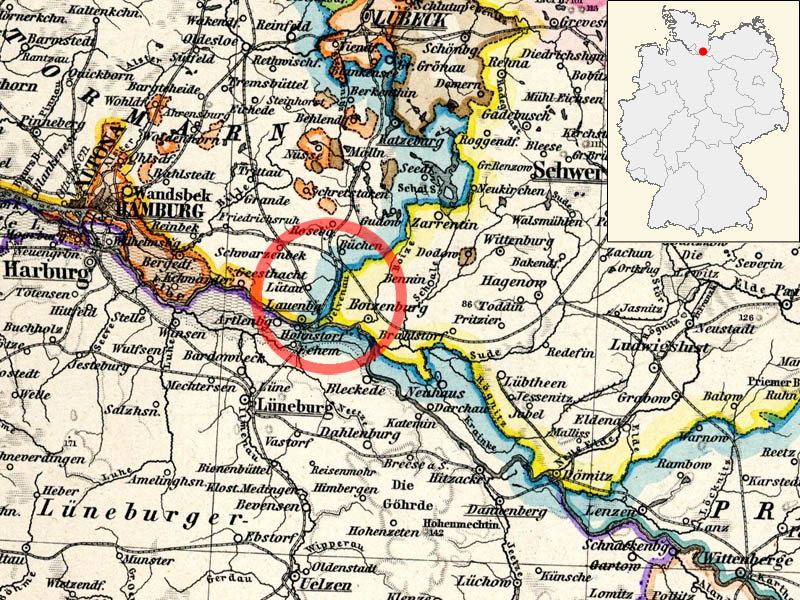
Eisenbahnverbindung Büchen–Lauenburg (1891).

Die Berlin-Hamburger Eisenbahn-Gesellschaft musste, um 1845 ihre Stammstrecke von Berlin nach Hamburg durch den Norden des Herzogtums Lauenburg bauen zu dürfen, einen kostenfreien Bahnanschluss für die Stadt Lauenburg herstellen und betreiben. Diese Stichbahn Büchen–Lauenburg, die seit dem 1. November 1878 ein Abschnitt der Bahnstrecke Lübeck–Lüneburg ist, wurde am 15. Oktober 1851 bis zur Palmschleuse und am 1. Juli 1853 bis zum Bahnhof Lauenburg eröffnet.
Die Bürger konnten sich Ausweiskarten ausstellen lassen, die sie als Einwohner der Stadt Lauenburg auswiesen und zur kostenlosen Fahrt berechtigten. Das Privileg der unentgeltlichen Fahrt zwischen Lauenburg und Büchen galt nur, wenn man bei der Fahrt nach Büchen eine gültige Fahrkarte für die Berlin-Hamburger Bahn ab Büchen und bei der Fahrt nach Lauenburg eine Fahrkarte bis Büchen besaß. Durch ein Urteil des Reichsgerichtes wurde das Privileg im Jahre 1883 auch auf den Gütertransport ausgedehnt.
Die Fahrt war kostenpflichtig, wenn man nur auf dem Abschnitt Lauenburg–Büchen oder nach Lübeck fahren wollte.
Als etwa vier Kilometer westlich von Büchen an der Berlin-Hamburger Bahn die Station Müssen eröffnet wurde, ergab sich für die Lauenburger Bürger allerdings eine Möglichkeit, preisgünstiger nach Lübeck zu kommen. Sie lösten eine Rückfahrkarte Lauenburg–Müssen zum Preis von 0,50 Reichsmark, fuhren aber nicht nach Müssen, sondern kauften in Büchen eine Rückfahrkarte nach Lübeck. Die Fahrt Lauenburg–Büchen hätte eigentlich 1,20 Reichsmark gekostet, durch das Privileg verringerte sich der Fahrpreis um 70 Pfennig. Die Königlich-Preußische Eisenbahnverwaltung, die ab 1884 durch die Verstaatlichung der Berlin-Hamburger Eisenbahn-Gesellschaft deren Rechtsnachfolger war, sah darin einen Missbrauch des Privilegs. Den verfolgte sie sowohl straf- wie auch zivilrechtlich durch jeweils zwei Instanzen vor dem Amtsgericht Lauenburg und dem Landgericht Altona, das zu der Zeit das zuständige Landgericht für den Kreis Herzogtum Lauenburg war. Die Strafkammer des Landgerichtes urteilte 1895, dass keine betrügerische Absicht vorlag, weil der Beklagte von der Richtigkeit seiner Rechtsauffassung überzeugt war. Die Zivilkammer urteilte 1896, dass es ausreichend sei, eine Fahrkarte für die Berlin-Hamburger Bahn zu lösen, um in den Genuss des Privilegs zu kommen. Es sei nicht erforderlich, auf der Hauptbahn zu fahren.
Die Stadt Lauenburg stimmte am 30. April 1937 gegen Zahlung von 60.000 Reichsmark durch die Deutsche Reichsbahn einer Aufhebung des Privilegs zu.

## Vorgeschichte
Für die Planung der Streckenführung der Bahnstrecke Berlin–Hamburg im Jahre 1844 durch das Herzogtum Lauenburg, das zur damaligen Zeit zum Königreich Dänemark gehörte, waren insgesamt sechs Trassen untersucht worden. Eine davon, die sogenannte Uferlinie, sollte entlang der Elbe von Boizenburg über Lauenburg und Geesthacht nach Bergedorf führen. Diese Trasse wurde von der Stadt Lauenburg und Dänemark bevorzugt, weil beide ein großes Interesse daran hatten, die Stadt an das deutsche Eisenbahnnetz anzuschließen. Die Berlin-Hamburger Eisenbahn lehnte diese Variante allerdings ab, weil sie als gefährlich und kostspielig galt. Sie bevorzugte eine Trassenführung über Büchen und Schwarzenbek durch den Sachsenwald nach Bergedorf.
Die Streckenführung über Schwarzenbek wurde am 21. Juni 1844 durch den dänischen König Christian VIII. unter Auflagen genehmigt. Die Berlin-Hamburger Eisenbahn musste sich verpflichten, die Stadt Lauenburg mittels einer von der Hauptstrecke Berlin–Hamburg abzweigenden Bahnstrecke anzuschließen und diese Stichbahn gleichzeitig mit der Hauptbahn zu eröffnen. Ferner, diese Bahn zu betreiben, zu unterhalten und den Bürgern Lauenburgs und der Vorstädte die kostenlose Fahrt zwischen Lauenburg und Büchen zu gestatten, wenn diese die Berlin-Hamburger Bahn nutzen wollten. Alternativ wurde der Eisenbahngesellschaft eingeräumt, sich mit der Stadt über eine Vergütung für die Befreiung von dieser Verpflichtung zu einigen. Die Berlin-Hamburger Eisenbahn bot der Stadt Lauenburg daraufhin 150.000 Taler Entschädigung an. Die Stadt ging aber davon aus, dass sowohl eine Bahnstrecke Lübeck–Büchen als auch eine Strecke von Lüneburg bis an die Elbe gebaut werden würde und lehnte deshalb die Entschädigung ab, so dass die Bahn gebaut und betrieben werden musste.